# Chevinay
Chevinay est une commune française située dans le département du Rhône, en région Auvergne-Rhône-Alpes.

## Géographie

### Localisation
Chevinay est un village des monts du Lyonnais situé à 26 km à l'ouest de Lyon.

### Communes limitrophes
| Savigny  | Sain-Bel  |                       |
| Bessenay | Chevinay  | Saint-Pierre-la-Palud |
| Courzieu | Vaugneray | Pollionnay            |

### Géologie et relief
La commune est classée en zone de sismicité 2, correspondant à une sismicité faible.

### Hydrographie
Le système hydrographique de Chevinay se compose de la Brévenne, et ses affluents :
- le ruisseau de la Tourette, long de 4,7 km[3] ;
- le ruisseau des Verchères, long de 1,2 km[4] ;
- la Goutte du Soupa, long de 3,9 km[5].

### Climat
Pour des articles plus généraux, voir Climat d'Auvergne-Rhône-Alpes et Climat du Rhône.
En 2010, le climat de la commune est de type climat des marges montargnardes, selon une étude du Centre national de la recherche scientifique s'appuyant sur une série de données couvrant la période 1971-2000. En 2020, Météo-France publie une typologie des climats de la France métropolitaine dans laquelle la commune est exposée à un climat de montagne ou de marges de montagne et est dans la région climatique  Nord-est du Massif Central, caractérisée par une pluviométrie annuelle de 800 à 1 200 mm, bien répartie dans l’année. 
Pour la période 1971-2000, la température annuelle moyenne est de 10,9 °C, avec une amplitude thermique annuelle de 17,1 °C. Le cumul annuel moyen de précipitations est de 872 mm, avec 9,7 jours de précipitations en janvier et 7 jours en juillet. Pour la période 1991-2020, la température moyenne annuelle observée sur la station météorologique de Météo-France la plus proche, « Brindas », sur la commune de Brindas à 9 km à vol d'oiseau, est de 12,2 °C et le cumul annuel moyen de précipitations est de 717,6 mm,. Pour l'avenir, les paramètres climatiques de la commune estimés pour 2050 selon différents scénarios d'émission de gaz à effet de serre sont consultables sur un site dédié publié par Météo-France en novembre 2022.

### Voies de communication et transports

#### Transports en commun
La commune est desservie par la ligne régulière no 241 (L'Arbresle-Chevinay) et les lignes fréquence no 414, 526, 527 et 528 des cars du Rhône.

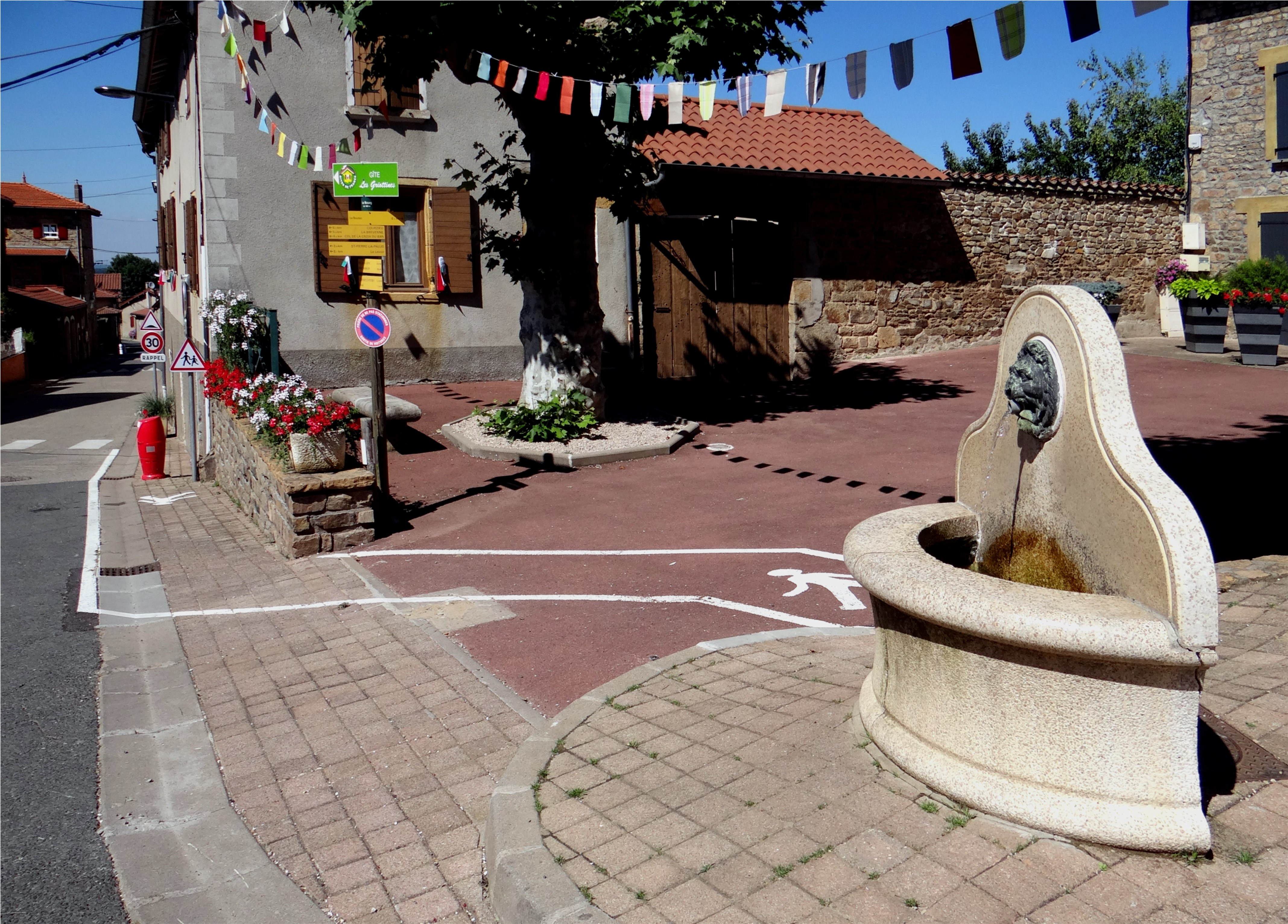
Place centrale et fontaine.
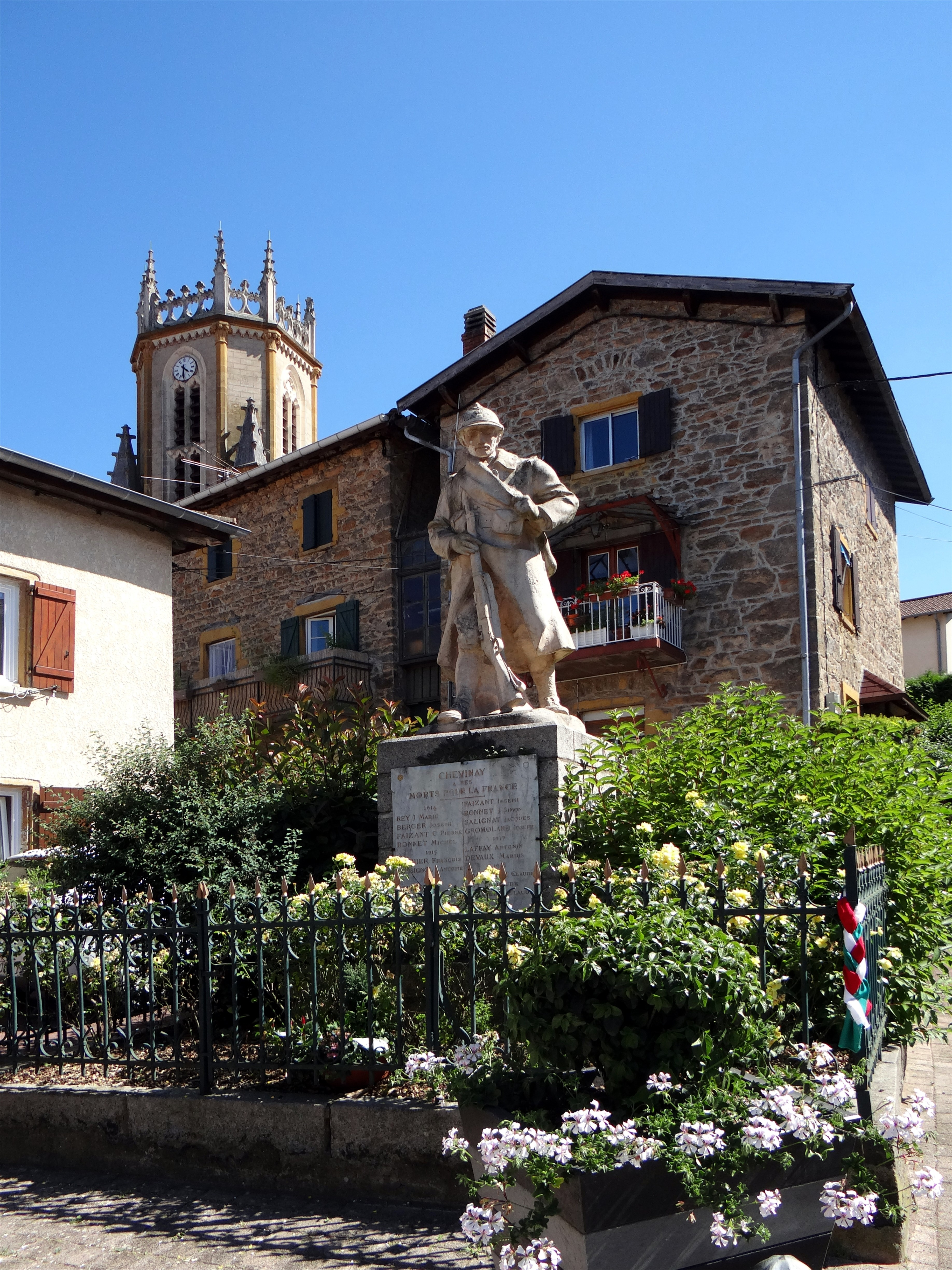
Monuments aux morts.

## Urbanisme

### Typologie
Au 1er janvier 2024, Chevinay est catégorisée commune rurale à habitat dispersé, selon la nouvelle grille communale de densité à sept niveaux définie par l'Insee en 2022.
Elle est située hors unité urbaine. Par ailleurs la commune fait partie de l'aire d'attraction de Lyon, dont elle est une commune de la couronne,. Cette aire, qui regroupe 397 communes, est catégorisée dans les aires de 700 000 habitants ou plus (hors Paris),.

### Occupation des sols
L'occupation des sols de la commune, telle qu'elle ressort de la base de données européenne d’occupation biophysique des sols Corine Land Cover (CLC), est marquée par l'importance des territoires agricoles (56,4 % en 2018), une proportion identique à celle de 1990 (56,4 %). La répartition détaillée en 2018 est la suivante : 
prairies (44,8 %), forêts (43,6 %), zones agricoles hétérogènes (11,6 %). L'évolution de l’occupation des sols de la commune et de ses infrastructures peut être observée sur les différentes représentations cartographiques du territoire : la carte de Cassini (XVIIIe siècle), la carte d'état-major (1820-1866) et les cartes ou photos aériennes de l'IGN pour la période actuelle (1950 à aujourd'hui).

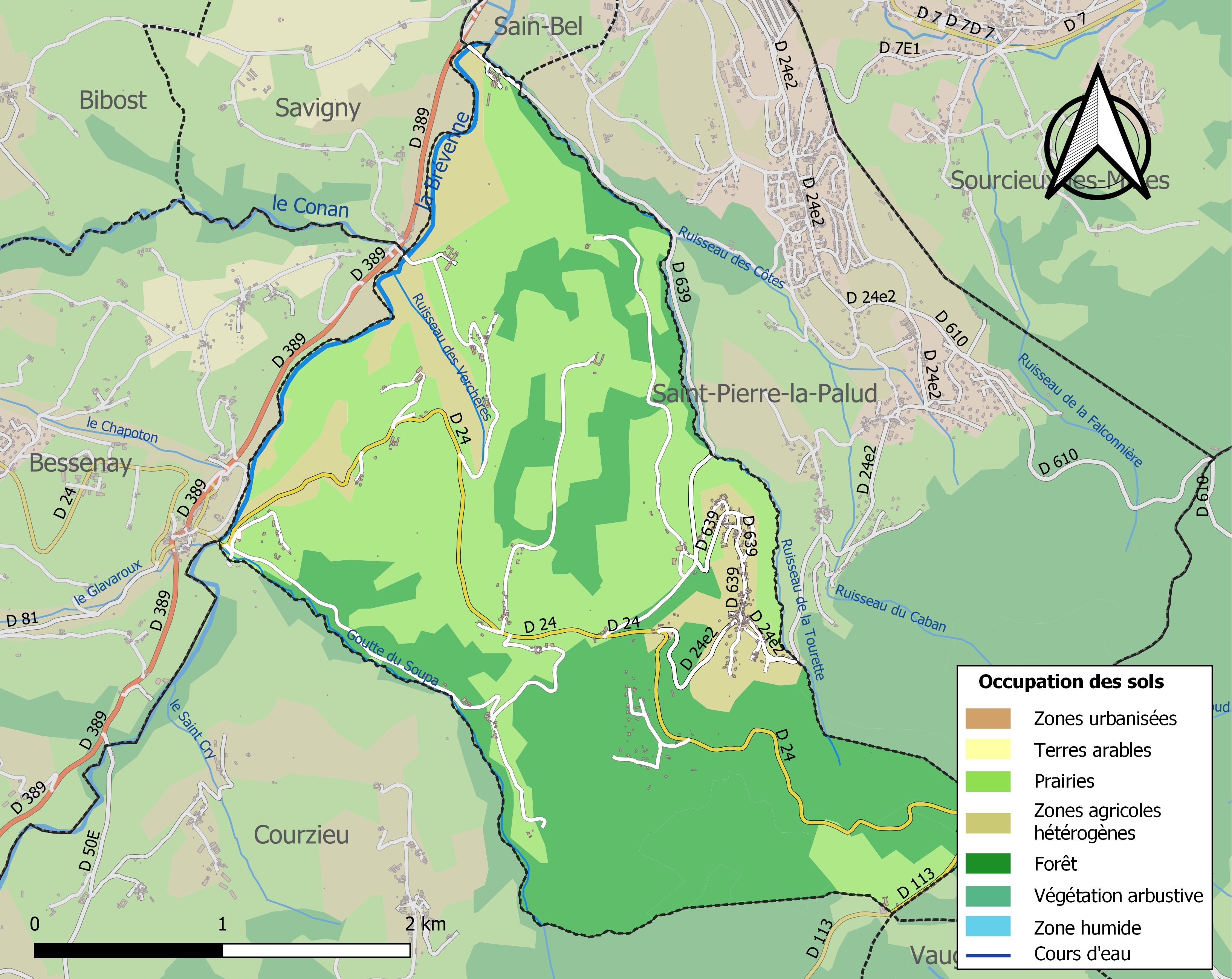
Carte des infrastructures et de l'occupation des sols de la commune en 2018 (CLC).

### Logement
En 2013, le nombre total de logements dans la commune était de 260.
Parmi ces logements, 85,5 % étaient des résidences principales, 7,3 % des résidences secondaires et 7,3 % des logements vacants.
La part des ménages propriétaires de leur résidence principale s’élevait à 83,6 %.

## Toponymie
Plusieurs hypothèses sont admissibles…
- Chevinay, nom unique parmi toutes les commununes françaises, viendrait de Chivignacus, nom d’un propriétaire romain à l’époque gauloise ; cette version est la plus admise.

Ce nom pourrait également être un dérivé du nom de famille signifiant la propriété de Cavenus ou Cavius.
- Chevinay pourrait être une altération de cabana qui signifiait cabane en celte[19].

## Histoire

### De l’Antiquité au Moyen Âge
La voie romaine, Via Aquitania, passait sur la commune de Chevinay. Elle allait de Lugdunum (site antique de Lyon) à Burdigala (Bordeaux), en franchissant les Monts du Lyonnais au col de Saint-Bonnet le Froid où il subsiste un tronçon. Aujourd’hui encore, entre le col de Malval et Yzeron, on peut voir également des empilements de pierres, vestiges d'un oppidum.
De même, il existe d'anciens aqueducs enterrés et des souterrains, appelés couramment les Thoues des Sarrasins qui, d'après la tradition, auraient servi de retraite aux Sarrasins.
Pour certains historiens du XIXe siècle, comme Achille Raverat ou Théodore Ogier, la toponymie fréquente dans la région lyonnaise, associant le mot sarrasin à divers lieux marqués par la présence de ruines romaines, se justifie du fait que les Sarrasins ont détruit de nombreux ouvrages lors des invasions du VIIe siècle après J-C. Pour d’autres, sarrasin serait une déformation de césarin, qui associe les empereurs romains, les Césars, aux constructions gallo-romaines.

### Du Moyen Âge à la Révolution
Dans la montagne appelée les Vieilles-Mines, des mines de cuivre, qui étaient déjà en exploitation du temps des Romains, furent à nouveau exploitées au Moyen Âge par Jacques Cœur.
François de Clugny, aumônier du roi, abbé et baron de Saint-Martin de Savigny, est « seigneur du Clocher » et nomme à la cure.
En 1772, il est nommé évêque de Riez.

### Époque contemporaine
L’arrêt de l’exploitation des mines de cuivre fut décidé en 1972.

## Politique et administration

### Administration municipale
| Période                                  | Période   | Identité                 | Étiquette | Qualité                                                                                       |
| ---------------------------------------- | --------- | ------------------------ | --------- | --------------------------------------------------------------------------------------------- |
| Les données manquantes sont à compléter. |           |                          |           |                                                                                               |
| 2001                                     | 2006      | Jean-Paul Pestre         |           |                                                                                               |
| mars 2006                                | mars 2008 | Marie-Christine d'Attoma |           |                                                                                               |
| mars 2008                                | 2014      | Gérard Cote              |           |                                                                                               |
| mars 2014                                | en cours  | Richard Chermette        | DVG - FG  | Professeur des écoles spécialisé Conseiller départemental du Canton de L'Arbresle (2016-2021) |

### Intercommunalité
La commune fait partie de la communauté de communes du Pays de L'Arbresle.

### Environnement

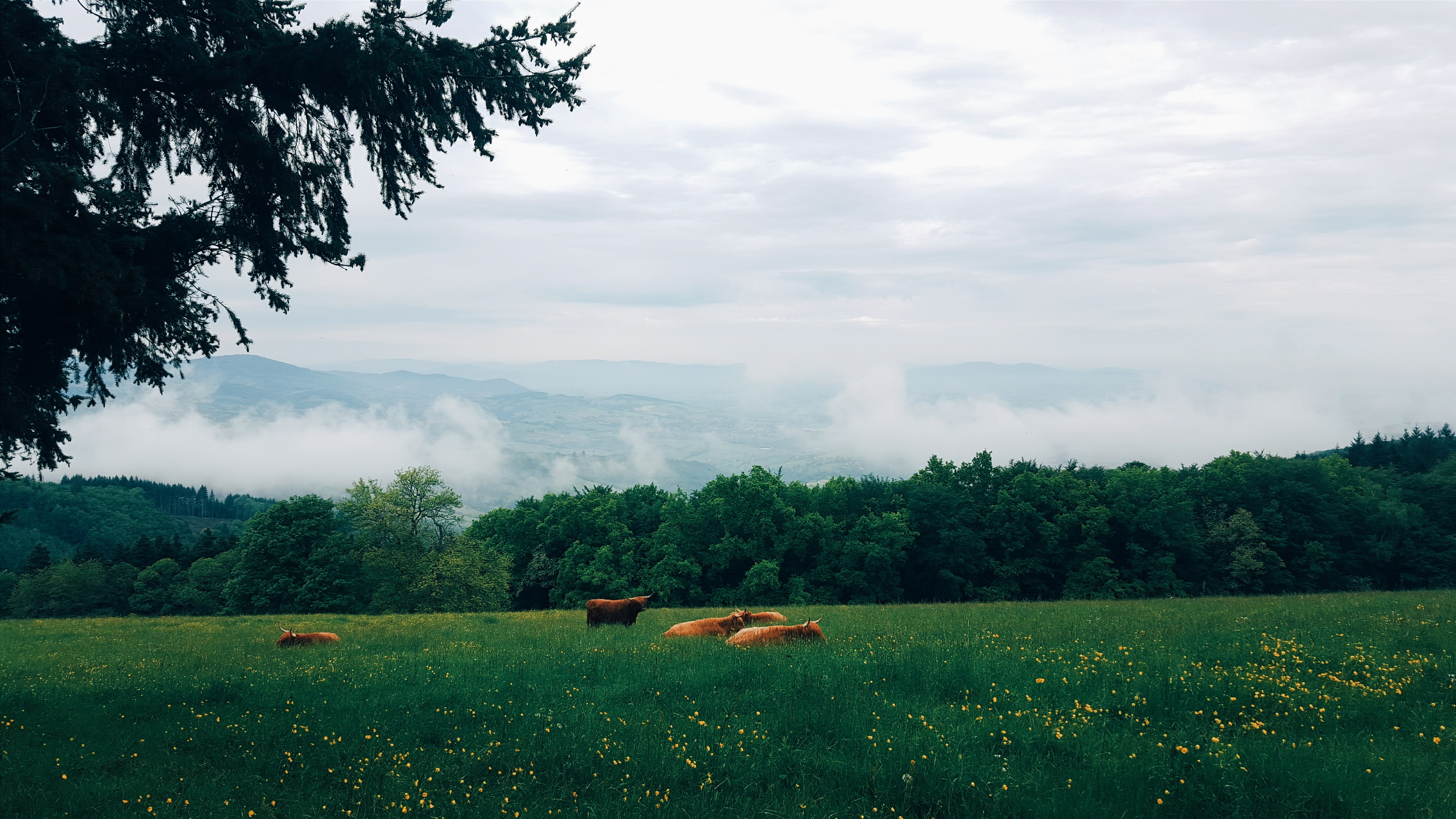
La campagne à Chevinay.

## Population et société

### Démographie
L'évolution du nombre d'habitants est connue à travers les recensements de la population effectués dans la commune depuis 1793. Pour les communes de moins de 10 000 habitants, une enquête de recensement portant sur toute la population est réalisée tous les cinq ans, les populations de référence des années intermédiaires étant quant à elles estimées par interpolation ou extrapolation. Pour la commune, le premier recensement exhaustif entrant dans le cadre du nouveau dispositif a été réalisé en 2004.

En 2022, la commune comptait 586 habitants, en évolution de +7,52 % par rapport à 2016 (Rhône : +3,93 %, France hors Mayotte : +2,11 %).
| 1793 | 1800 | 1806 | 1821 | 1831 | 1836 | 1841 | 1846 | 1851 |
| ---- | ---- | ---- | ---- | ---- | ---- | ---- | ---- | ---- |
| 500  | 419  | 548  | 508  | 559  | 560  | 588  | 556  | 541  |

| 1856 | 1861 | 1866 | 1872 | 1876 | 1881 | 1886 | 1891 | 1896 |
| ---- | ---- | ---- | ---- | ---- | ---- | ---- | ---- | ---- |
| 541  | 510  | 526  | 526  | 519  | 531  | 532  | 532  | 504  |

| 1901 | 1906 | 1911 | 1921 | 1926 | 1931 | 1936 | 1946 | 1954 |
| ---- | ---- | ---- | ---- | ---- | ---- | ---- | ---- | ---- |
| 527  | 476  | 408  | 344  | 325  | 327  | 325  | 314  | 306  |

| 1962 | 1968 | 1975 | 1982 | 1990 | 1999 | 2004 | 2006 | 2009 |
| ---- | ---- | ---- | ---- | ---- | ---- | ---- | ---- | ---- |
| 283  | 294  | 276  | 305  | 342  | 471  | 529  | 530  | 540  |

| 2014 | 2019 | 2022 | - | - | - | - | - | - |
| ---- | ---- | ---- | - | - | - | - | - | - |
| 548  | 582  | 586  | - | - | - | - | - | - |

## Économie

### Revenus de la population et fiscalité
Le nombre de ménages fiscaux en 2013 était de 219 et la  médiane du revenu disponible par unité de consommation  de 24 404,70 €.

### Emploi
En 2013, le nombre total d'emplois au lieu de travail était de 49.
Entre 2008 et 2013, la variation de l'emploi total (taux annuel moyen) a été de - 0,5 %. En 2013, le taux d'activité de la population âgée de 15 à 64 ans s'élevait à 81,5 % contre un taux de chômage de 7,4 %.

### Entreprises et commerces
En 2015, le nombre d'établissements actifs était de cinquante et un dont sept dans l'agriculture-sylviculture-pêche, un dans l'industrie, dix dans la construction, trente dans le commerce-transports-services divers et trois relatifs au secteur administratif.
Cette même année, dix entreprises ont été créées dont sept par des auto-entrepreneurs.

## Culture locale et patrimoine

### Lieux et monuments

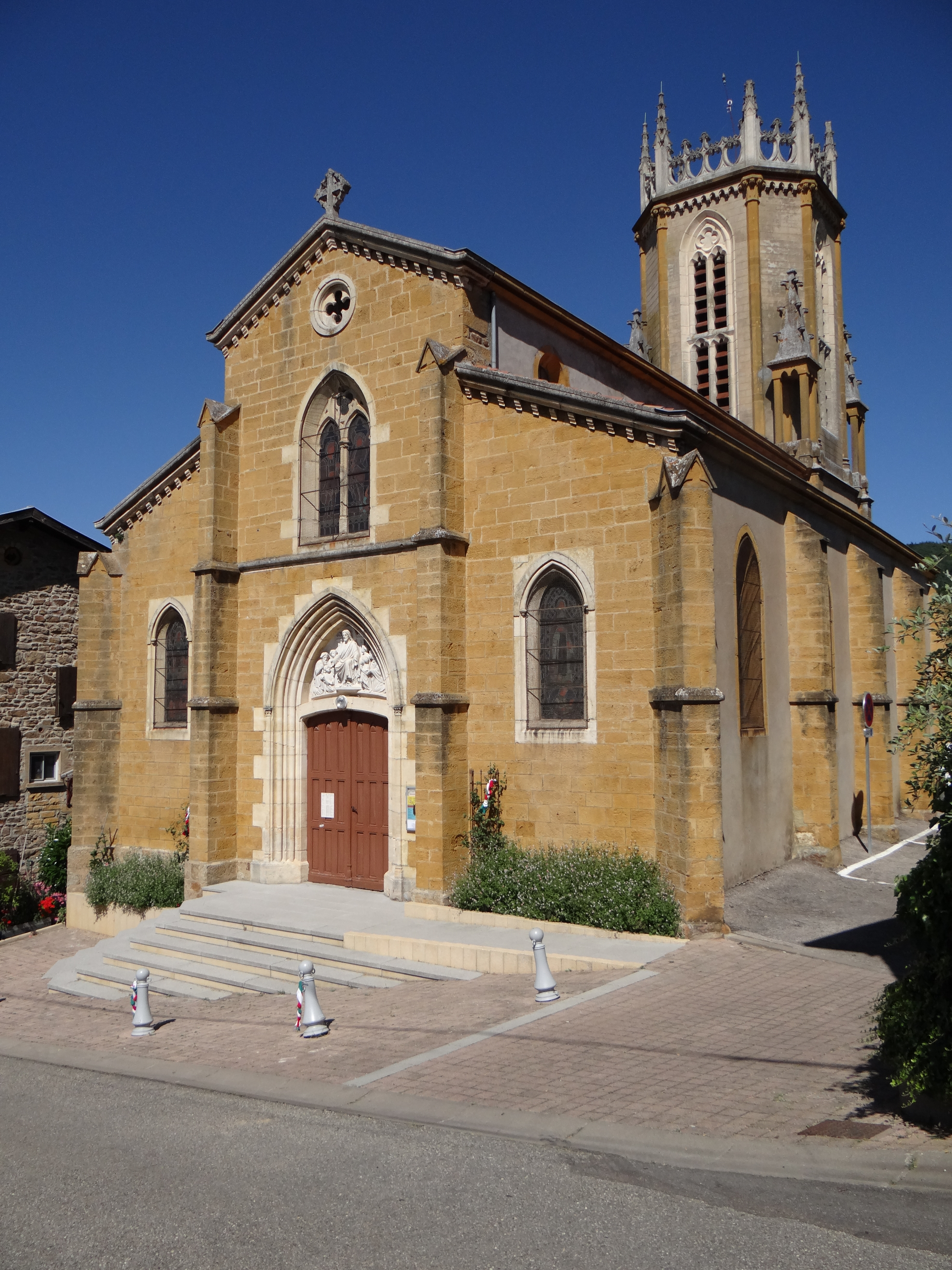
Église Saint-Georges.

- Église Saint-Georges (construite entre 1867 et 1879), la clef de voûte est du XVe siècle, son clocher est remarquable[29].
- Château de Antoine Blanc de Saint-Bonnet (1815-1880), philosophe contre-révolutionnaire, au lieu dit Saint-Bonnet-le-Froid[30].

### Personnalités liées à la commune
- Alain Larchier, écrivain, président de la Société des poètes et écrivains des Pays de l'Ain, auteur de La Dame de Pérouges (prix de la ville d'Ambronay), La demoiselle de Charny, Les fontaines de Lugdunum, Over Flo (coup de cœur du prix Vaugelas).
- Vitaa (née en 1983), chanteuse française de R&B qui y vécut quelques années.